# Science Fiction and Fantasy Writers of America
A Science Fiction Writers of America ("Escritores de Ficção Científica da América") ou SFWA é uma organização sem fins lucrativos de autores de ficção científica e fantasia. Foi fundada em 1965 por Damon Knight, e embora tenha sede nos Estados Unidos, está aberta a membros de todas as nacionalidades.
A organização mudou seu nome para Science Fiction and Fantasy Writers of America, Inc., mas continua usando o acrônimo SFWA depois de utilizar SFFWA por um curto período. A organização premia o melhores trabalhos de ficção científica e fantasia com o Prêmio Nebula.

## Presidentes
- Damon Knight (1965-1967)
- Robert Silverberg (1967-1968)
- Alan E. Nourse (1968-1969)
- Gordon R. Dickson (1969-1971)
- James E. Gunn (1971-1972)
- Poul Anderson (1972-1973)
- Jerry Pournelle (1973-1974)
- Frederik Pohl (1974-1976)
- Andrew J. Offutt (1976-1978)
- Jack Williamson (1978-1980)
- Norman Spinrad (1980-1982)
- Marta Randall (1982-1984)
- Charles Sheffield (1984-1986)
- Jane Yolen (1986-1988)
- Greg Bear (1988-1990)
- Ben Bova (1990-1992)
- Joe Haldeman (1992-1994)
- Barbara Hambly (1994-1996)
- Michael Capobianco (1996-1998)
- Robert J. Sawyer (1998)
- Paul Levinson (1998-2001)
- Norman Spinrad (novamente) (2001-2002)
- Sharon Lee (2002-2003)
- Catherine Asaro (2003-2005)
- Robin Wayne Bailey (2005-2007)
- Michael Capobianco (novamente) (2007- )